# Landwirtschaftliche Universität Krakau

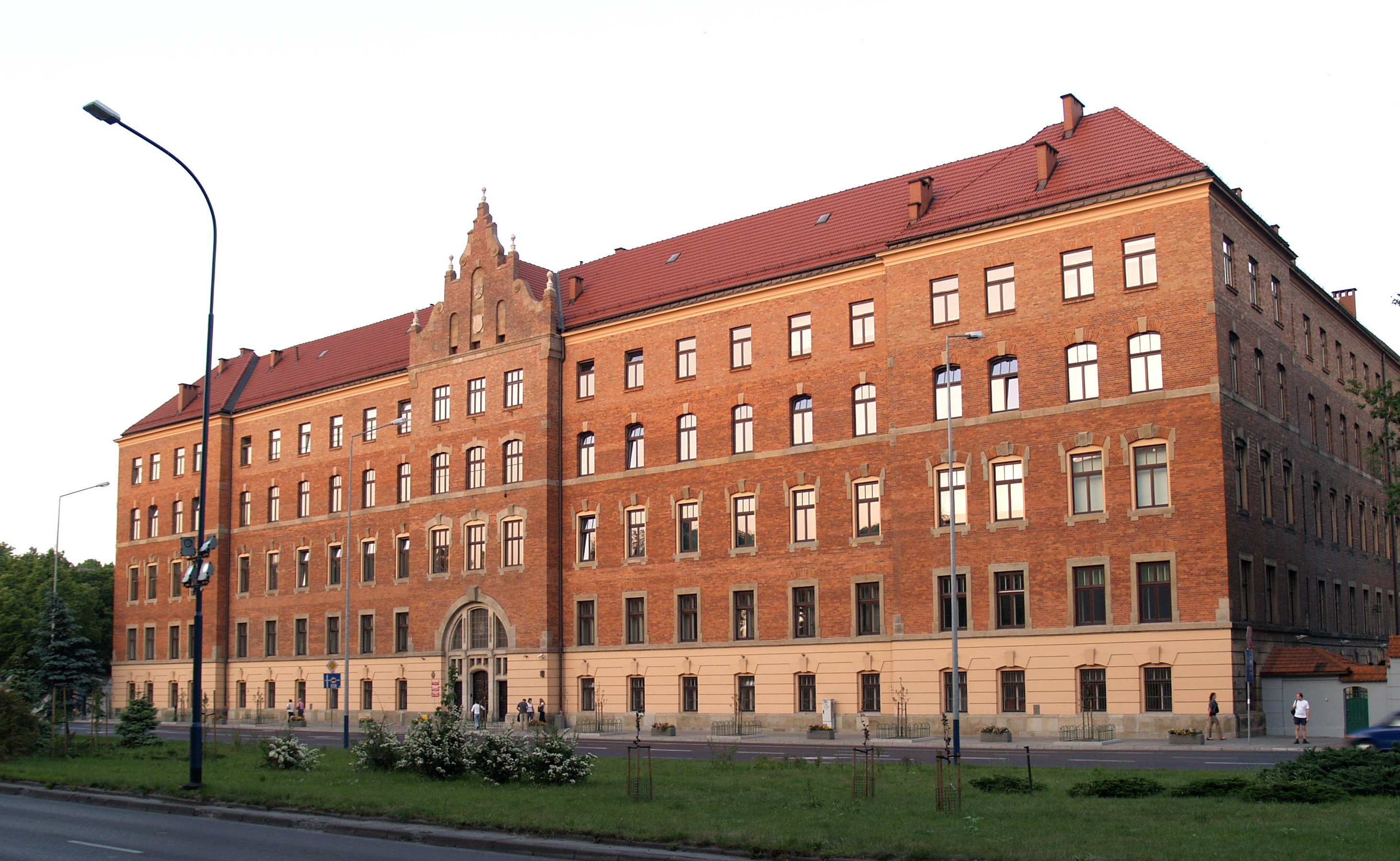

Die Landwirtschaftliche Universität Hugo Kołłątaj in Krakau (polnisch: Uniwersytet Rolniczy im. Hugona Kołłątaja w Krakowie) ist eine agrarwissenschaftliche Universität in der polnischen Stadt Krakau mit rund 8000 Studenten und 800 wissenschaftlichen Angestellten. Rektor der Universität ist Sylwester Tabor (2021). 
Die Landwirtschaftliche Universität Krakau geht auf eine von 1806 bis 1809 bestehende Agrarwissenschaftliche Hochschule zurück, welche ab 1890 Teil der Jagiellonen-Universität war und schließlich im Jahr 1953 eine eigenständige Hochschule (Wyższa Szkoła Rolnicza) wurde.

## Fakultäten
Die Landwirtschaftliche Universität Krakau gliedert sich heute in acht Fakultäten mit über 100 Studienfachrichtungen.